# Noyant-la-Gravoyère
Noyant-la-Gravoyère là một xã thuộc tỉnh Maine-et-Loire trong vùng Pays de la Loire phía tây nước Pháp. Xã này nằm ở khu vực có độ cao trung bình 97 mét trên mực nước biển.
Năm 2005, dân số là 1761, giảm so với 1961 người năm 1962.
Sông Verzée tạo thành một phần ranh giới phía nam.